# 宇宙は少女のともだちさっ
「宇宙は少女のともだちさっ」（うちゅうはしょうじょのともだちさっ）は、獅子堂秋葉（MAKO）、神凪いつき（遠藤綾）、河合ほのか（牧野由依）のシングル。2009年2月4日にLantisから発売された

## 概要
「宇宙は少女のともだちさっ」は、テレビアニメ『宇宙をかける少女』のエンディングテーマになっており、カップリングの「Girlish my MIGHT」はこの作品のラジオ番組「宇宙をかけるラジオ」の主題歌として使用された。両曲とも、同アニメで主要キャラを演じるMAKO・遠藤綾・牧野由依が歌っている。ジャケットには、デフォルメされた獅子堂秋葉・神凪いつき・河合ほのかの3人がバイクに乗り、その上を獅子堂妹子が飛んでいるイラストが描かれている。

## 収録曲
（全作詞：畑亜貴）
1. 宇宙は少女のともだちさっ [4:38]
作曲：山口朗彦、編曲：大久保薫
テレビアニメ『宇宙をかける少女』エンディングテーマ
2. Girlish my MIGHT [3:53]
作曲：田代智一、編曲：高田暁
3. 宇宙は少女のともだちさっ（off vocal）
4. Girlish my MIGHT （off vocal）